# Hans-Haffner-Sternwarte

Hans-Haffner-Sternwarte in Hettstadt

Die Hans-Haffner-Sternwarte befindet sich in der Nähe von Hettstadt im Landkreis Würzburg in Bayern.
Sie liegt in einer Höhe von 304 m ü. NN in Alleinlage im Flur Buchvogelherd. Die unmittelbar westlich gelegene Bergkuppe (Flur Mühlhart) hieß früher Himmelreich. Die Sternwarte ist in amtlichen Kartenwerken namentlich eingetragen.
Neben wissenschaftlicher Himmelsbeobachtung, darunter Beiträgen zur Erforschung von Quasaren, steht die Sternwarte insbesondere auch interessierten Schülern zur Verfügung. In unregelmäßigen Abständen finden Beobachtungsabende für Besucher statt.

## Geschichte
2006 entstand die Idee zum Bau einer Schulsternwarte. Unter Mithilfe von Schülern, Eltern und Lehrern des Friedrich-Koenig-Gymnasiums, Würzburg konnte die Sternwarte errichtet und 2009 eingeweiht werden. 2012 wurde die Sternwarte nach dem Astronomen Hans Haffner benannt.
2013 gewann die Projektgruppe „Helligkeitsschwankungen aktiver Galaxienkerne“ den mit 20.000 Euro dotierten Forscherpreis „Schule trifft Wissenschaft“, den die Robert-Bosch-Stiftung auslobt. 2016 wurde die Sternwarte durch einen kleinen Erweiterungsbau und ein Radioteleskop erweitert.

## Aktivitäten
Die Hauptaufgabengebiete der Sternwarte sind:
- Zugang zu astronomischen Beobachtungsmöglichkeiten für Schüler des Friedrich-Koenig-Gymnasiums
- Untersuchung aktiver Galaxienkerne durch Schüler des FKG in Zusammenarbeit mit der Universität Würzburg
- Gelegentliche Himmelsführungen und Vorträge

## Instrumente
- Spiegelteleskope von 8" bis 20" Öffnungsweite.
- Refraktoren bis 5" Öffnungsweite
- Radioteleskop
- Kleinbild- und CCD-Kameras